# 스트로차프레티
스트로차프레티(이탈리아어: strozzapreti, 단수: strozzaprete 스트로차프레테[*], "성직자의 넥타이")는 이탈리아의 파스타이다. 길게 늘어뜨린 형태의 파스타로 완벽하게 꽈져 있지는 않지만 형태가 약간 굽어 있는 형태의 파스타이다. 에밀리아로마냐주 투스카니, 움브리아 주에서는 구운 치즈와 야채 속을 넣어서 먹는다.

## 유래
여러 설이 존재한다.
첫 번째는 식탐이 많던 성직자들이 사보리 파스타를 너무 좋아하다보니 파스타를 너무 빨리 먹다가 질식할 정도가 되어 어쩌다 죽는 사람까지 나오게 되었다는 것. 다음으로는 로마냐 지방의 방언으로 "주부"를 의미하는 단어 "azdora"가 연관된다. 이 설에서는 "일하는 여자가 삶의 고통과 어려움을 토로하다 격노해서 성직자의 성화에 못이겨 성직자의 목을 졸라버렸다"는 일종의 가정에서 유래했다. 다른 설은 부녀자들이 으레 성직자를 위해 반죽을 하여 파스타를 나눠 먹었고 이 관습이 실은 토지세를 갚는 일환이었다는 것이다.

## 요리
- 잠두콩과 빤쳇타를 넣은 스뜨롯짜쁘레띠 : 이탈리아 북부 지방으로 구분되는 롬바르디아, 리구리아, 피에몬테, 베네또, 에밀리아 로마냐 지방에서 즐겨먹는 파스타. 빤쳇타와 잠두콩의 맛이 어우러져 담백한 맛을 내는 파스타이다.[1]
- 따란또식 홍합 스뜨롯짜쁘레띠 : 이탈리아 남부 뿔리야 주의 따란또에서 시작된 파스타. 알이 굵고 싱싱한 홍합의 맛으로 유명하다.[1]